# 栂牟礼城
栂牟礼城（とがむれじょう）は、大分県佐伯市弥生（旧南海部郡弥生町）大字井崎上小倉にあった日本の城（山城）。大永年間（1521年-1528年）に佐伯惟治によって栂牟礼山に築かれたとされる。

## 概要
栂牟礼山は標高223.6m、比高差210mで、大友氏配下の佐伯惟治が大永元年（1521年）に築城。
その後、大永7年（1527年）に大友義鑑が謀反の企てありとして臼杵長景に命じ、2万余の軍勢を引き連れて攻囲、攻めるが天然の堅固な要害で容易に落城させることができなかった。そのため長景は使者を遣わして和議を結び、惟治は城を明渡し日向国に落ち延びる。しかし途中、長景と通じていた土民に襲われ惟治は自害し、惟治の子も自害した。